# Primato
Primato fue una revista literaria quincenal italiana, fundada en Roma en 1940 por el ministro de Educación Nacional, Giuseppe Bottai. Subtitulada Lettere e arti d'Italia, era una publicación oficial que tenía como finalidad la de analizar la identidad cultural del fascismo. Como consecuencia de ese debate, años más tarde aparecerá la revista Critica fascista, igualmente fundada por Bottai. Numerosos fueron los intelectuales de todas las tendencias que colaboraron en el proyecto.
No hay nada de extraño, contrastado el hecho de todas las veces que la palabra GUERRA prevalece, ahora, sobre la palabra CULTURA, en que muchos encuentren sorprendente y VALIENTE, en vez de NORMAL y DEL TODO EN CONSONANCIA CON EL MOMENTO, la publicación de Primato, una revista que lleva por subtítulo letras y artes de Italia.
Pero ¿quién ha olvidado o quiere olvidar (para citar solo un día en nuestra historia reciente) que a ir a las trincheras con tanto ánimo y voluntad, los combatientes de 1915 llevaron revistas y periódicos, y libros y cuadernos literarios, conservados celosamente en la mochila, demostrándose tan necesarios para la salud del espíritu como para la defensa del cuerpo les fueron las granadas SIPE y los fusiles noventa y uno? [...].
Con questo spirito dunque, Primato chiama a raccolta le forze vive della cultura italiana; e tenta, attraverso un'azione ordinata, concorde, e, il più possibile, nobilmente popolare, di rendere concreto ed efficace il rapporto tra arte e politica, tra arte e vita; col proposito, insomma, di operare l'unione fra alta cultura e letteratura militante, fra Università e giornale, fra gabinetto scientifico e scuola d'arte, lavorando nel nome e nell'interesse della PATRIA.
Questa Patria che un tempo ricorreva frequente e spontanea nelle scritture dei letterati, nelle memorie degli artisti, nelle relazioni degli scienziati, e alla quale essi dedicarono vita e speranze, 'Amate palesemente e generosamente le lettere e la vostra Nazione, e potrete alfine conoscervi tra di voi, e assumete il coraggio della concordia'.
Il coraggio della concordia risultante di quel nutrito amore all'arte e alla Patria, e mezzo indispensabile per imporre il primato spirituale degli Italiani di Mussolini".

## Colaboradores
En el terreno de la filosofía y de la crítica literaria, se pueden citar a Nicola Abbagnano, Gianfranco Contini y Mario Praz ; en el campo de la novela, Corrado Alvaro, Riccardo Bacchelli, Alessandro Bonsanti, Giovanni Comisso, Vitaliano Brancati, Dino Buzzati, Vincenzo Cardarelli, Emilio Cecchi, Giuseppe Dessì, Carlo Emilio Gadda, Vasco Pratolini y Cesare Pavese; en la poesía, Alfonso Gatto, Mario Luzi, Sandro Penna, Salvatore Quasimodo, Eugenio Montale, Vittorio Sereni o Giuseppe Ungaretti; en el periodismo, Leo Longanesi e Indro Montanelli; en la pintura, Filippo de Pisis, Renato Guttuso u Orfeo Tamburi. En el n.° 2 de 1940 su publicó un relato inédito de Dino Buzzati, Uomo in Africa, demasiado largo para aparecer en el periódico Corriere della Sera.
La revista desapareció el 25 de julio de 1943.